# گمینا دانبرووا ژلونا
گمینا دانبرووا ژلونا (به لهستانی:  Gmina Dąbrowa Zielona) یک گمینا در لهستان است که در شهرستان چنستوخووا واقع شده‌است. گمینا دانبرووا ژلونا ۱۰۰٫۳۳ کیلومتر مربع مساحت و ۴٬۱۲۵ نفر جمعیت دارد.